# Oleksiivka, Bolgrad
Oleksiivka (în ucraineană Олексіївка) este un sat în comuna Borodino din raionul Bolgrad, regiunea Odesa, Ucraina.

## Demografie
Componența lingvistică a localității Oleksiivka
     Bulgară (38,89%)
     Română (28,89%)
     Ucraineană (28,89%)
     Rusă (2,22%)
Conform recensământului din 2001, nu exista o limbă vorbită de majoritatea populației, aceasta fiind compusă din vorbitori de bulgară (38,89%), română (28,89%), ucraineană (28,89%), rusă (2,22%) și găgăuză (1,11%).